# ホッホキルヒの戦い
ホッホキルヒの戦い（独: Schlacht von Hochkirch）は、1758年10月14日に行われた七年戦争におけるプロイセン軍とオーストリア軍との会戦である。オーストリア軍が勝利した。

## 背景
8月25日、プロイセン軍はツォルンドルフの戦いでロシア軍に勝利した。そのころオーストリア軍はザクセンを主戦場と定めて10万近い兵力を投入し、圧倒的多数で王弟ハインリヒ指揮のプロイセン軍を包囲しようとしていた。ザクセンからの急報を受けてフリードリヒ大王はただちにとってかえし、1日40kmの強行軍でクローセンハインに進出した。
ダウンはロシア軍の敗北を知り、また大王の主力が到着したことからザクセン攻略を断念し、ラウジッツへ撤退する。これは山がちな地形のラウジッツで持久防御の態勢をとると同時に、プロイセン軍のザクセンとシュレージェン間の交通を断ち、それによって別動隊によるナイセ要塞攻略を援護するという目的であった。プロイセン軍もこれを追ってラウジッツへ入った。
ダウン軍はホッホキルヒ村の東の丘に陣取って、柵を連ね塹壕を掘って堅固な陣を敷いた。なんとかしてダウン軍をベーメンに追い返したい大王は10月10日、ダウンが常に守勢一方の慎重居士であることから、大胆にもオーストリア軍の間近、丘の西に陣を敷いた。あわせて丘の北にレッツォウの軍団を配置してダウン軍を圧迫しようとした。
大王はダウン軍を見くびりすぎていた。多くの将軍たちがこの危険な布陣に反対した。ヤーコプ・フォン・カイトは「オーストリアの将軍たちが我々の配置を見てもなお攻撃してこないようなら彼らはみんな絞首刑に値する」と言い、他将も同調した。このように多くの反対があったにもかかわらず、大王はこの布陣を強行した。
一方ダウンは、期待していたロシア軍の南下が不可能になったことから今シーズンの戦闘は早々に切り上げるつもりでいた。ダウンだけだったならばオーストリア軍は本当に撤退しかねなかったが、このころオーストリア軍の将軍たちの間では慎重すぎるダウンの用兵に不満がたまっており、エルンスト・ギデオン・フォン・ラウドンが諸将の支持を得てダウンに攻撃を主張し、ダウンもその気になった。主君マリア・テレジアの誕生日（13日）が近付いており、それに合わせて奇襲をかける計画が立てられた。

## 戦闘
奇襲は、プロイセン軍右翼、南側からまず攻撃し、ついで南から回り込んだ部隊が西から、そして丘を下ってダウンの本隊が東から攻撃、さらに北にも部隊を送って四方からの完全包囲を目指した。部隊の移動のために南に広がる森の中で木を切り倒して道を造り、兵士の足でその道を踏み固めさせるそのあいだ、丘のオーストリア軍陣地では欺瞞のためにひたすら陣地の強化作業が行われていた。
10月13日夜、トラウン率いる奇襲部隊がひそかに出撃し、プロイセン軍陣地の南側で攻撃態勢を整え始めた。このとき、不審な農夫がプロイセン軍陣地に向かっているのを兵が発見し拘束した。農夫はプロイセン王のために新鮮な卵を届けに行くところだったと主張したが、その卵を割ってみると中からダウンの配った部下への指示メモが出てきた。この男はオーストリア軍内に潜入していたプロイセンのスパイであった。ダウンはこれを利用して、大王にオーストリア軍は撤退の方針という偽情報を送らせた。
10月14日午前5時、オーストリア軍は攻撃を開始した。プロイセン軍の哨兵線をたちまちのうちに突破し、陣地外縁部になだれ込んでそこを占領したが、プロイセン軍騎兵の反撃によって一度追い返された。再度攻撃をかけたオーストリア軍は数の力でプロイセン軍を押しのけて陣地に突入し、陣地に置かれていたプロイセン軍の大砲を奪って至近距離からプロイセン軍を砲撃した。
プロイセン軍は完全な奇襲を受けたが、混乱に陥ることなく直ちに反撃に取りかかった。しかし霧が出ていて状況の把握が困難で、右翼に加えて後方、前方と攻撃を受けて対処が困難であった。大王は騎兵を出してオーストリア軍の進撃を妨害させる一方で、北のレッツォウを呼び寄せて合同を図った。
ホッホキルヒ村を巡って両軍の間に激しい攻防が行われた。次々押し寄せるオーストリア軍の前に、カイト、ブラウンシュヴァイク公子フリードリヒ・フランツが戦死し、モーリッツ・フォン・アンハルト＝デッサウは重傷を負って捕虜となった。村はプロイセン軍擲弾兵によって頑強に守備された。オーストリア軍も擲弾兵を出して村を攻撃した。教会に拠って戦ったある擲弾兵大隊は圧倒的なオーストリア軍の攻撃によって孤立してもなお戦い続け、ひたすら射撃し続けて敵を寄せ付けず、弾を打ち尽くしたら最後は銃剣突撃を行ってほとんど全滅した。
午前9時頃、霧が晴れて状況を把握することの出来た大王は、自軍がほとんど包囲されていることを知った。状況不利を悟った大王は撤退を決断し、オーストリア軍の妨害を撥ね退けて駆けつけてきたレッツォウと合流すると、隊列を整えて粛々と北に撤退した。オーストリア軍はこれを追撃することができなかった。

## 結果
プロイセン軍は敗北によって多数の将兵、物資と砲を失った。しかし、オーストリア軍は奇襲による完全な優勢にありながらプロイセン軍に多大の損害を与えることができず、かえってその抵抗によりプロイセン軍とあまり変わらない損害を受け、プロイセン軍の隊伍を組んでの撤退を妨害することができなかった。
プロイセン軍はその後シュレージェンに移動してナイセを解囲させることに成功した。対してオーストリア軍はザクセンに再侵攻したものの得るところなく、そのままベーメンに引き上げて冬営に入った。プロイセン軍もまたザクセンに移動し、オーストリア軍が撤退すると冬営に入った。
時のローマ教皇クレメンス13世はこの戦争をカトリック対プロテスタントの戦いと見ており、ホッホキルヒの勝利に際してダウンに祝賀の宝剣を送ったが、このことは時代錯誤も甚だしいとして啓蒙主義者たちからは嘲笑を受けた。

## 参考資料
- S.フィッシャー＝ファビアン 著＼尾崎賢治 訳『人はいかにして王となるか』I、II（日本工業新聞社、1981年）
- クラウゼヴィッツ 著＼岩田英雄 訳『戦争論』（岩波文庫、1968年）
- 林健太郎、堀米雇三 編『世界の戦史6 ルイ十四世とフリードリヒ大王』（人物往来社、1966年）
- 伊藤政之助『世界戦争史6』（戦争史刊行会、1939年）
- 久保田正志『ハプスブルク家かく戦えり ヨーロッパ軍事史の一断面』（錦正社、2001年）
- preussenweb
- Thomas Carlyle BATTLE OF HOCHKIRCH
- Österreichische Militärgeschichte - Historischer Service Die Schlacht bei Hochkirch 14. 10. 1758